# Экспедиция Лихарева
Экспедиция Лихарева ― исследование озера Зайсан под руководством майора Ивана Михайловича Лихарева, организованное по распоряжению Петра I. Целью экспедиции стал поиск сведений о золотом песке в пределах озера. В ходе экспедиции отряд Лихарева был обстрелян племенем джунгаров и после трёхдневной перестрелки был вынужден отступить. Результатами экспедиции стали основание города Усть-Каменогорска в 1720 году, создание карты местности от побережья Иртыша до озера Зайсан, а также отправка в Санкт-Петербург рукописей, изображений и иных предметов из монастырского комплекса Аблайкит.
18 января 1719 майору было поручено совершить экспедицию в верховья Иртыша и на озеро Зайсан, проверить слова Матвея Гагарина о тамошних золотых россыпях, при наличии древесины основать в тех местах крепость, выяснить причины неудачи экспедиции И. Д. Бухгольца и разведать, есть ли путь от Зайсана к Амударье.
Со своей стороны Лихарев представил царю прошение из девяти пунктов, где перечислил все необходимое для успешной экспедиции. 31 января во исполнение этих нужд был издан особый сенатский указ. Лихарев получил широкие полномочия, а всем губерниям, через которые проходил маршрут, было предписано удовлетворять его требования.